# Wilbur Cush
Wilbur W. Cush (Lurgan, 1928. június 10.  – Lurgan, 1981. július 28.) északír válogatott labdarúgó. 

## Pályafutása

### Klubcsapatban
1947 és 1957 között a Glenavon csapatában játszott. 1957-től 1960-ig a Leeds United játékosa volt. 1960 és 1966 között a Portadown együttesében szerepelt. 1967 és 1968 között a Glenavonban játszott.

### A válogatottban
1950 és 1961 között 26 alkalommal szerepelt az északír válogatottban és 7 gólt szerzett. Részt vett az 1958-as világbajnokságon, ahol a Csehszlovákia elleni csoportmérkőzésen az ő góljával nyertek 1–0-ra az északírek.

## Sikerei, díjai
Glenavon FC
- Északír bajnok (2): 1951–52, 1956–57
- Északír kupagyőztes (1): 1956–57